# أكيتا (كلب)
كلاب أكيتا (بالإنجليزية:ِ Akita) هي سلالة كلاب كبيرة نشأت في المناطق الجبلية في شمال اليابان. هنالك صنفان منفصلان من كلاب أكيتا: سلالة يابانية تدعى بشكل شائع باسم أكيتا إينو (إينو: كلب في اللغة اليابانية) أو الأكيتا الياباني، وسلالة أميركية تُعرف باسم أكيتا أو الأكيتا الأميركي. تتميز السلالة اليابانية بقلة التنوع اللوني، وتعتبر جميع الألوان الأخرى غير نموذجية بالنسبة لهذه السلالة، في حين تأتي كلاب السلالة الأميركية بجميع الألوان. يملك كلب أكيتا معطفًا مزدوجًا قصيرًا شبيه بمعطف العديد من كلاب إسبتز الشمالية مثل كلب الراعي الألماني أو الهاسكي السيبيري، لكن يمكن العثور على كلاب ذات معطف طويل في العديد من الجراء بسبب وجود جين متنحي.
كلب أكيتا هو سلالة قوية ومستقلة ومسيطرة، يتصف عادةً بالحذر مع الغرباء لكنه ودود مع أفراد العائلة. تُعتَبر السلالتان في الولايات المتحدة سلالة واحدة مع وجود اختلافات في النمط. عُرِفَت السلالة الأميركية من كلب أكيتا لفترة من الزمن في بعض الدول باسم الكلب الياباني الكبير. اشتهرت سلالتا كلب أكيتا حول العالم بسبب قصة هاتشيكو الحقيقية، كلب الأكيتا الوفي الذي عاش في اليابان قبل الحرب العالمية الثانية.

## الوصف

### المظهر
يعكس مظهر كلب الأكيتا التكيفات مع الطقس البارد الضرورية لوظائفه الأصلية بصفته من سلالة إسبتز. كلاب الأكيتا كبيرة الحجم وتُعرف بارتفاعها وضخامة هيكلها العظمي. تتضمن الصفات الجسدية المميزة للسلالة رأسًا كبيرًا شبيهًا برأس الدب مع آذان منتصبة ومثلثة تتوضع بزاوية طفيفة عن قوس الرقبة. إضافةً لذلك، عيون الأكيتا صغيرة وداكنة وغائرة ومثلثة الشكل. تملك كلاب الأكيتا معاطف مزدوجة سميكة، وأقدام ضيقة جيدة التمفصل شبيهة بأقدام القطط. تستند أذنابها على قمة ظهرها بالتفافة خفيفة أو مزدوجة أسفل منطقة الحقو .
يبلغ ارتفاع الذكور الأمريكية البالغة عادةً بين 26-28 إنش (66-71 سنتيمتر) وتزن بين 100-130 رطل (45-59 كيلوغرام). يبلغ ارتفاع الإناث البالغة نموذجيًا بين 24-26 إنش (61-66 سنتيمتر) وتزن بين 70-100 رطل (32-45 كيلوغرام). وفقًا لدليل معايير السلالات، فالسلالة اليابانية أصغر حجمًا وأخف وزنًا.
تشير معايير السلالات إلى وجود جميع ألوان المعطف لدى كلاب أكيتا الأمريكية، بما في ذلك المرقط، والأبيض الناصع، وذو القناع الأسود، وذو القناع الأبيض، وذو القناع الملوّن، وألوان مختلفة تحت المعطف (الأشعار الحارسة). يتضمن ذلك النموذج اللوني لدى كلاب شيبا والذي يعرف باسم أوراجيرو. تقتصر ألوان الأكيتا الياباني وفقًا لمعايير السلالة على اللون الأحمر والأسمر والبني المصفر الفاتح والسمسمي والرمادي الداكن والأبيض الناصع، وكذلك مع علامات أوريجارو بمعطف أبيض على جانبي الخطم وعلى الخدين وعلى الجانب السفلي من الفك والعنق والصدر والجسم والذيل وعلى الساقين من الداخل.

### أنماط المعطف
هناك نمطان لمعطف كلب الأكيتا، المعطف ذو الطول القياسي والمعطف الطويل. على الرغم من أن المعطف الطويل يُعتبر عيبًا في حلبة العرض. الكلب ذو المعطف الطويل المعروف أيضًا باسم موكو هو نتيجة لجين جسمي متنحٍ ويمكن أن يتجلّى ظاهريًا فقط إذا كان كلا الأب والأم حاملين له. تملك تلك الكلاب معاطف أنعم وأطول (حوالي 3-4 إنشات) وتعرف بطباع ألطف. يُعتقد أن هذا الجين قادم من كلب الساموراي المنقرض كارافوتو كين. الكلاب ذات المعطف الطويل أقل قيمةً من أقربائها ذوات المعطف القصير وبالتالي فهي أقل تكلفة.

### حاجات العناية
تتطلب كلاب سلالة الأكيتا الأميركية تكاليف عناية منخفضة. وتعتبر العناية بها عملية سهلة. يسقط فروهم بمعدل غزير ويصل ذلك لمرة إلى مرتين في السنة الواحدة. بشكل خاص تتخلص كلاب الأكيتا من معطفها مرتين في السنة. يمكن أن يساعد التمشيط اليومي على التقليل من هذه المشكلة. تحتاج هذه السلالة للاستحمام كل بضعة أشهر، رغم أن هذا المعدل يمكن أن يزيد تبعًا لحاجات المالك. يجب أن تُقص أظافر الأقدام كل شهر، ويجب أن تُنظف آذانها مرة في الأسبوع.

## الطباع
تعتبر كلاب الأكيتا مناطقية في ما يتعلق بممتلكاتها وقد تكون حذرة مع الغرباء. توصف أحيانًا أنها تشبه القطط بتصرفاتها فليس من المستغرب أن تنظف كلاب الأكيتا وجوهها بعد الطعام أو تنظف شريكها أو أن تكون صعبة الإرضاء في المنزل. معروفٌ عنها أنها لا تطيق الكلاب الأخرى من الجنس نفسه، بحسب سجل نادي تربية الكلاب الأميركي لمعايير السلالات.
لا يعتبر كلب الأكيتا سلالةً ملائمة بالنسبة لمن يربي كلبًا للمرة الأولى نظرًا إلى كونه كلبًا ضخمًا وقويًا. اعتُبِرَت السلالة في قوانين بعض الدول الخاصة بالسلالات بصفتها سلالة خطيرة. الأكيتا كلب ضخم وقوي ومستقل ومسيطر. تتقبل كلاب الأكيتا المدرَّبة بشكل جيد الغرباء المسالمين وإلا تعامل كل الغرباء بعدوانية. تتعامل كلاب هذه السلالة بشكل جيد مع الأطفال فيقال إنها أليفةٌ معهم. لا تملك جميع كلاب الأكيتا بالضرورة الطباع نفسها.
تميل كلاب الأكيتا لاتخاذ دور المسيطر مع الكلاب الأخرى، لذلك ينبغي الحذر في حال وجود كلاب الأكيتا بجوار الكلاب الأخرى وخاصّةً الغربية منها. تميل كلاب الأكيتا لأن تكون أقل تحمّلًا للكلاب من نفس الجنس. لهذا السبب لا تلائم كلاب الأكيتا متنزهات الكلاب غير المقيدة إلا إذا كانت اجتماعيةً بشكل كبير. تتصف هذه الكلاب بالعفوية في بعض الأحيان وتحتاج لمدرّب متماسك وواثق بنفسه فبدونه سيصبح الكلب شديد العناد وقد يصبح عدوانيًا بشدة تجاه بقية الكلاب والحيوانات.

## التدريب
أكيتا إينو هو واحدٌ من أكثر سلالات الكلاب سيطرةً. لذلك ينبغي أن يبدأ التدريب منذ عمر مبكر (سبعة إلى ثمانية أسابيع).

## الصحة

### أمراض المناعة الذاتية
هناك العديد من أمراض المناعة الذاتية المعروف حدوثها عند كلاب سلالة أكيتا، متمثلة لكن غير محصورة بالأمراض التالية:
- مرض فوجت-كوياناجا-هارادا المعروف أيضًا بالمتلازمة العنبية الجلدية هو مرض مناعي ذاتي يصيب الجلد والعينين.[26][27][28]
- فقر الدم الانحلالي المناعي الذاتي وهو اضطرابٌ دموي مناعي ذاتي.[29][30]
- التهاب الغدد الدهنية وهو اضطراب جلدي مناعي ذاتي يُعتقد أن سببه وراثة جسمية متنحية.[31][32][33]
- الفُقاع الورقي وهو مرضٌ جلدي مناعي ذاتي يُعتقد أن سببه وراثي.[34][35]
- الذئبة الحمامية الشاملة (SLE) أو الذئبة وهو مرض مناعي ذاتي جهازي (أو مرض نسيج ضام مناعي ذاتي) يمكن أن يصيب أي جزء من الجسم.[36]

### أمراض الغدد الصم المتواسطة بالمناعة
بالإضافة لما ذكر هناك أيضًا أمراض الغدد الصم المتواسطة بالمناعة مع عامل وراثي، مثل:
- قصور قشر الكظر المعروف أيضًا بداء أديسون الذي يصيب غدتا الكظر وهو الحالة المعاكسة لمتلازمة كوشينغ.[37]
- داء السكري أو السكري نمط 1 الذي يصيب البنكرياس.[37]
- قصور الدرقية أو قصور الدرق المناعي الذاتي وهو مرض مناعي ذاتي يصيب الغدة الدرقية.[38][39]

### حالات غير خاصة بالمناعة
تحدث أيضًا أمراض غير متعلقة بالمناعة عند كلاب الأكيتا ومنها:
- توسع المعدة والمعروف أيضًا بالنفخة، يمكن أن يتطور لانفتال معدة توسعي (GDV) ويحدث عندما تنفتل المعدة على نفسها.[40]
- مرض العين المتحجمة ويعني «الأعين الصغيرة»، وهو اضطرابٌ تطوري يصيب العين ويُعتقد أنه حالة وراثية جسمية متنحية.[41]
- زرق أولي، وهو ارتفاع ضغط العين.[42][43]
- ضمور شبكية مترقي وهو تنكس مترقي للشبكية العين (الجزء من العين الحساس للضوء والذي يسمح بالرؤية).[30]
- خلل التنسج الوركي وهو حالة عظمية تحدث عندما يوجد عدم توافق بين رأس الفخذ والحفرة الحقية. تسبب هذه الحالة فصالًا عظميًا وألمًا.[44]
- خلل تنسج المرفق وهو حالة عظمية تتوضع فيها عناصر مفصل المرفق (العضد والكعبرة والزند) بشكل غير متناسب مما يسبب فصالًا عظميًا وألمًا.[45][46][47]
- مرض فون ويليبراند وهو مرضٌ وراثي نزفي يسببه عوز في عامل فون ويليبراند.[48]
- متلازمة كوشينغ المعروفة أيضًا بقصور قشر الكظر تصيب الغدتين الكظريتين ويسببها التعرض طويل الأمد لمستويات عالية من القشرانيات السكرية سواءً المصنعة من قبل الجسم أو المعطاة كأدوية.

### الأمراض المتعلقة بالسلالة
هناك حالتان مرتبطتان بالسلالة مذكورةٌ في الأدب الطبي البيطري:
- الحساسية المناعية للقاحات والأدوية والمبيدات الحشرية والعقاقير المخدرة ومهدئات الأعصاب.
- فرط بوتاسيوم الدم الكاذب وهو ارتفاع في مستويات البوتاسيوم الذي يحدث بسبب تسربه المفرط من كريات الدم الحمراء عند سحب الدم. يمكن أن يعطي ذلك دلالة خاطئة على فرط بوتاسيوم الدم في نتائج التحاليل المخبرية. يحدث ذلك لأن العديد من السلالات القادمة من آسيا الشرقية مثل أكيتا إينو وشيبا إينو لديها مستويات بوتاسيوم في كرياتها الحمراء أعلى من باقي الكلاب.[36][49]